# Dym
Dym (ou Дым; fumaça em russo) é um romance escrito por Ivan Turgenyev. Foi publicado em 1867 e não foi bem acolhido pela crítica.